# Blènnids
Els blènnids (Blenniidae) són una família peixos teleostis de l'ordre dels perciformes, marins, generalment bentònics i de mida petita.

## Morfologia
- L'espècie més grossa arriba als 54 cm de longitud total però la majoria no n'arriben als 15.
- Part anterior del cos més alta que la part posterior.
- Els ulls són grossos i presenten una gran mobilitat.
- La boca és ínfera i petita.
- Poden tindre tentacles supraorbitaris o nasals.
- Les aletes més característiques són les ventrals, ja que es troben modificades per recolzar-se en el fons.
- No tenen escames i la pell és mucosa.[1][2]
- Presenten dimorfisme sexual: en general, els mascles són més grossos que les femelles.[3]
- N'hi ha espècies que són molt acolorides i són emprades en el món de l'aquariofília.

## Alimentació
Segons les espècies, mengen crustacis bentònics, mol·luscs i d'altres invertebrats, algues o plàncton.

## Hàbitat
Generalment, són espècies bentòniques que viuen als mars i oceans de clima tropical i subtropical, i a poca fondària. Algunes espècies són d'aigua dolça com s'esdevé en alguns llacs d'Itàlia.

## Distribució geogràfica
Se'ls pot trobar als oceans Atlàntic, Pacífic i Índic, i a les seues respectives mars.

## Costums
- Algunes espècies són solitàries i territorials, i d'altres acostumen a formar petits bancs.
- Depenent de les espècies poden ésser diürns o nocturns.
- Els mascles protegeixen els ous fins que es desclouen.[7]

## Gèneres
- Aidablennius
  - Aidablennius sphynx (Valenciennes, 1836)
- Alloblennius
  - Alloblennius anuchalis  (Springer & Spreitzer, 1978)
  - Alloblennius jugularis  (Klunzinger, 1871)
  - Alloblennius parvus  (Springer & Spreitzer, 1978)
  - Alloblennius pictus  (Lotan, 1969)
- Alticus
  - Alticus anjouanae (Fourmanoir, 1955)
  - Alticus arnoldorum  (Curtiss, 1938)
  - Alticus kirkii  (Günther, 1868)
  - Alticus monochrus  (Bleeker, 1869)
  - Alticus montanoi  (Sauvage, 1880)
  - Alticus saliens  (Lacepède, 1800)
  - Alticus sertatus  (Garman, 1903)
  - Alticus simplicirrus  (Smith-Vaniz & Springer, 1971)
- Andamia
  - Andamia amphibius  (Walbaum, 1792)
  - Andamia cyclocheilus  (Weber, 1909)
  - Andamia heteroptera  (Bleeker, 1857)
  - Andamia reyi  (Sauvage, 1880)
  - Andamia tetradactylus  (Bleeker, 1858)
- Antennablennius
  - Antennablennius adenensis  (Fraser-Brunner, 1951)
  - Antennablennius australis  (Fraser-Brunner, 1951)
  - Antennablennius bifilum  (Günther, 1861)
  - Antennablennius ceylonensis  (Bath, 1983)
  - Antennablennius hypenetes  (Klunzinger, 1871)
  - Antennablennius simonyi  (Steindachner, 1902)
  - Antennablennius variopunctatus  (Jatzow & Lenz, 1898)
  - Antennablennius velifer  (Smith, 1959)
- Aspidontus
  - Aspidontus dussumieri  (Valenciennes, 1836)
  - Aspidontus taeniatus  (Quoy & Gaimard, 1834)
  - Aspidontus tractus  (Fowler, 1903)
- Atrosalarias
  - Atrosalarias fuscus  (Rüppell, 1838)
  - Atrosalarias hosokawai  (Suzuki & Senou, 1999)
- Bathyblennius
  - Bathyblennius antholops  (Springer & Smith-Vaniz, 1970)
- Blenniella
  - Blenniella bilitonensis  (Bleeker, 1858)
  - Blenniella caudolineata  (Günther, 1877)
  - Blenniella chrysospilos  (Bleeker, 1857)
  - Blenniella cyanostigma  (Bleeker, 1849)
  - Blenniella gibbifrons  (Quoy & Gaimard, 1824)
  -  Blenniella interrupta (Bleeker, 1857)
  - Blenniella leopardus  (Fowler, 1904)
  - Blenniella paula  (Bryan & Herre, 1903)
  - Blenniella periophthalmus  (Valenciennes, 1836)
- Blennius
  - Blennius maoricus (1864)
  - Blennius normani  (1949)
  - Ase mossegaire (Blennius ocellaris ) (Linnaeus, 1758)
- Chalaroderma
  - Chalaroderma capito  (Valenciennes, 1836)
  - Chalaroderma ocellata  (Gilchrist & Thompson, 1908)
- Chasmodes
  - Chasmodes bosquianus (Lacepède, 1800)
  - Chasmodes longimaxilla  (Williams, 1983)
  - Chasmodes saburrae  (Jordan & Gilbert, 1882)
- Cirripectes
  - Cirripectes alboapicalis  (Ogilby, 1899)
  - Cirripectes alleni  (Williams, 1993)
  - Cirripectes auritus  (Carlson, 1981)
  - Cirripectes castaneus  (Valenciennes, 1836)
  - Cirripectes chelomatus  (Williams & Maugé, 1984)
  -  Cirripectes filamentosus (Alleyne & Macleay, 1877)
  - Cirripectes fuscoguttatus  (Strasburg & Schultz, 1953)
  - Cirripectes gilberti  (Williams, 1988)
  - Cirripectes hutchinsi  (Williams, 1988)
  - Cirripectes imitator  (Williams, 1985)
  - Cirripectes jenningsi  (Schultz, 1943)
  - Cirripectes kuwamurai  (Fukao, 1984)
  -  Cirripectes obscurus (Borodin, 1927)
  - Cirripectes perustus  (Smith, 1959)
  - Cirripectes polyzona  (Bleeker, 1868)
  - Cirripectes quagga  (Fowler & Ball, 1924)
  - Cirripectes randalli  (Williams, 1988)
  - Cirripectes springeri  (Williams, 1988)
  - Cirripectes stigmaticus  (Strasburg & Schultz, 1953)
  - Cirripectes vanderbilti  (Fowler, 1938)
  - Cirripectes variolosus  (Valenciennes, 1836)
  - Cirripectes viriosus  (Williams, 1988)
- Cirrisalarias
  - Cirrisalarias bunares  (Springer, 1976)
- Coryphoblennius
  - Coryphoblennius galerita  (Linnaeus, 1758)
- Crossosalarias
  - Crossosalarias macrospilus  (Smith-Vaniz & Springer, 1971)
- Damania (Smith, 1959)
  - Damania anjouanae  (Fourmanoir, 1955)
- Dodekablennos
  - Dodekablennos fraseri  (Springer & Spreitzer, 1978)
- Ecsenius
- Enchelyurus
  - Enchelyurus ater  (Günther, 1877)
  - Enchelyurus brunneolus  (Jenkins, 1903)
  - Enchelyurus flavipes  (Peters, 1868)
  - Enchelyurus kraussii  (Klunzinger, 1871)
  - Enchelyurus petersi  (Kossmann & Räuber, 1877)
- Entomacrodus
  - Entomacrodus cadenati  (Springer, 1967)
  - Entomacrodus caudofasciatus  (Regan, 1909)
  - Entomacrodus chapmani  (Springer, 1967)
  - Entomacrodus chiostictus  (Jordan & Gilbert, 1882)
  - Entomacrodus corneliae  (Fowler, 1932)
  - Entomacrodus cymatobiotus  (Schultz & Chapman, 1960)
  - Entomacrodus decussatus  (Bleeker, 1858)
  - Entomacrodus epalzeocheilos  (Bleeker, 1859)
  - Entomacrodus lemuria  (Springer & Fricke, 2000)
  - Entomacrodus macrospilus  (Springer, 1967)
  - Entomacrodus nigricans  (Gill, 1859)
  - Entomacrodus niuafoouensis  (Fowler, 1932)
  - Entomacrodus randalli  (Springer, 1967)
  - Entomacrodus rofeni  (Springer, 1967)
  - Entomacrodus sealei  (Bryan & Herre, 1903)
  -  Entomacrodus stellifer (Jordan & Snyder, 1902)
  - Entomacrodus strasburgi  (Springer, 1967)
  -  Entomacrodus striatus (Valenciennes, 1836)
  - Entomacrodus textilis  (Valenciennes, 1836)
  - Entomacrodus thalassinus  (Jordan & Seale, 1906)
  - Entomacrodus vermiculatus  (Valenciennes, 1836)
  - Entomacrodus vomerinus  (Valenciennes, 1836)
  - Entomacrodus williamsi  (Springer & Fricke, 2000)
- Exallias
  - Exallias brevis  (Kner, 1868)
- Glyptoparus
  - Glyptoparus delicatulus  (Smith, 1959)
- Haptogenys
  - Haptogenys bipunctata  (Day, 1876)
- Hirculops
  - Hirculops cornifer  (Rüppell, 1830)
- Hypleurochilus
  - Hypleurochilus aequipinnis  (Günther, 1861)
  - Hypleurochilus bananensis  (Poll, 1959)
  - Hypleurochilus bermudensis  (Beebe & Tee-Van, 1933)
  - Hypleurochilus caudovittatus  (Bath, 1994)
  - Hypleurochilus fissicornis  (Quoy & Gaimard, 1824)
  - Hypleurochilus geminatus  (Wood, 1825)
  - Hypleurochilus langi  (Fowler, 1923)
  - Hypleurochilus multifilis  (Girard, 1858)
  - Hypleurochilus pseudoaequipinnis  (Bath, 1994)
  - Hypleurochilus springeri  (Randall, 1966)
- Hypsoblennius
  - Hypsoblennius brevipinnis  (Günther, 1861)
  - Hypsoblennius caulopus  (Gilbert, 1898)
  - Hypsoblennius digueti  (Chabanaud, 1943)
  - Hypsoblennius exstochilus  (Böhlke, 1959)
  - Hypsoblennius gentilis  (Girard, 1854)
  - Hypsoblennius gilberti  (Jordan, 1882)
  - Hypsoblennius hentz  (Lesueur, 1825)
  - Hypsoblennius invemar  (Smith-Vaniz & Acero P., 1980)
  - Hypsoblennius ionthas  (Jordan & Gilbert, 1882)
  - Hypsoblennius jenkinsi  (Jordan & Evermann, 1896)
  - Hypsoblennius maculipinna  (Regan, 1903)
  - Hypsoblennius paytensis  (Steindachner, 1876)
  - Hypsoblennius proteus  (Krejsa, 1960)
  - Hypsoblennius robustus  (Hildebrand, 1946)
  - Hypsoblennius sordidus (Bennett, 1828)
  - Hypsoblennius striatus  (Steindachner, 1876)
- Istiblennius (Whitley, 1943)[8]
  - Istiblennius bellus  (Günther, 1861)
  - Istiblennius colei  (Herre, 1934)
  - Istiblennius dussumieri  (1836)
  - Istiblennius edentulus  (Forster & Schneider, 1801)[9]
  - Istiblennius flaviumbrinus  (Rüppell, 1830)
  - Istiblennius lineatus  (Valenciennes, 1836)[10]
  - Istiblennius meleagris  (Valenciennes, 1836)
  - Istiblennius muelleri  (Klunzinger, 1880)
  - Istiblennius pox  (Springer & Williams, 1994)
  - Istiblennius rivulatus  (Rüppell, 1830)
  - Istiblennius spilotus  (Springer & Williams, 1994)
  - Istiblennius steindachneri  (Pfeffer, 1893)
  - Istiblennius unicolor  (Rüppell, 1838)
  - Istiblennius zebra  (Vaillant & Sauvage, 1875)
- Laiphognathus
  - Laiphognathus longispinis  (Murase, 2007)
  - Laiphognathus multimaculatus  (Smith, 1955)
- Lipophrys
  - Lipophrys adriaticus  (Steindachner & Kolombatovic, 1883)
  - Lipophrys bauchotae  (Wirtz & Bath, 1982)
  - Lipophrys caboverdensis  (Wirtz & Bath, 1989)
  - Lipophrys canevae  (Vinciguerra, 1880)
  - Lipophrys dalmatinus  (Steindachner & Kolombatovic, 1883)
  - Lipophrys nigriceps  (Vinciguerra, 1883)
  - Lipophrys pholis  (Linnaeus, 1758)
  - Lipophrys velifer  (Norman, 1935)
- Litobranchus
  - Litobranchus fowleri  (Herre, 1926)
- Lupinoblennius
  - Lupinoblennius dispar  (Herre, 1942)
  - Lupinoblennius nicholsi  (Tavolga, 1954)
  - Lupinoblennius paivai  (Pinto, 1958)
  - Lupinoblennius vinctus  (Poey, 1867)
- Medusablennius (Springer, 1966)
  - Medusablennius chani (Springer, 1966)
- Meiacanthus
  - Meiacanthus abditus  (Smith-Vaniz, 1987)
  - Meiacanthus anema  (Bleeker, 1852)
  - Meiacanthus atrodorsalis  (Günther, 1877)
  - Meiacanthus bundoon  (Smith-Vaniz, 1976)
  - Meiacanthus crinitus  (Smith-Vaniz, 1987)
  - Meiacanthus ditrema  (Smith-Vaniz, 1976)
  - Meiacanthus fraseri  (Smith-Vaniz, 1976)
  - Meiacanthus geminatus  (Smith-Vaniz, 1976)
  - Meiacanthus grammistes  (Valenciennes, 1836)
  - Meiacanthus kamoharai  (Tomiyama, 1956)
  - Meiacanthus limbatus  (Smith-Vaniz, 1987)
  - Meiacanthus lineatus  (De Vis, 1884)
  - Meiacanthus luteus  (Smith-Vaniz, 1987)
  - Meiacanthus mossambicus  (Smith, 1959)
  - Meiacanthus naevius  (Smith-Vaniz, 1987)
  - Meiacanthus nigrolineatus  (Smith-Vaniz, 1969)
  - Meiacanthus oualanensis  (Günther, 1880)
  - Meiacanthus phaeus  (Smith-Vaniz, 1976)
  - Meiacanthus procne  (Smith-Vaniz, 1976)
  - Meiacanthus reticulatus  (Smith-Vaniz, 1976)
  - Meiacanthus smithi  (Klausewitz, 1962)
  - Meiacanthus tongaensis  (Smith-Vaniz, 1987)
  - Meiacanthus urostigma  (Smith-Vaniz, Satapoomin & Allen, 2001)
  - Meiacanthus vicinus  (Smith-Vaniz, 1987)
  - Meiacanthus vittatus  (Smith-Vaniz, 1976)
- Mimoblennius
  - Mimoblennius atrocinctus  (Regan, 1909)
  - Mimoblennius cas  (Springer & Spreitzer, 1978)
  - Mimoblennius cirrosus  (Smith-Vaniz & Springer, 1971)
  - Mimoblennius lineathorax  (Fricke, 1999)
  - Mimoblennius rusi  (Springer & Spreitzer, 1978)
- Nannosalarias
  - Nannosalarias nativitatis  (Regan, 1909)
- Oman
  - Oman ypsilon  (Springer, 1985)
- Omobranchus
  - Omobranchus angelus  (Whitley, 1959)
  - Omobranchus anolius  (Valenciennes, 1836)
  - Omobranchus aurosplendidus  (Richardson, 1846)
  - Omobranchus banditus  (Smith, 1959)
  - Omobranchus elegans  (Steindachner, 1876)
  - Omobranchus elongatus  (Peters, 1855)
  - Omobranchus fasciolatoceps  (Richardson, 1846)
  - Omobranchus fasciolatus (Valenciennes, 1836)
  - Omobranchus ferox  (Herre, 1927)
  - Omobranchus germaini  (Sauvage, 1883)
  - Omobranchus hikkaduwensis  (Bath, 1983)
  - Omobranchus loxozonus  (Jordan & Starks, 1906)
  - Omobranchus mekranensis  (Regan, 1905)
  - Omobranchus meniscus (Springer & Gomon, 1975)
  - Omobranchus obliquus  (Garman, 1903)
  - Omobranchus punctatus  (Valenciennes, 1836)
  - Omobranchus robertsi  (Springer, 1981)
  -  Omobranchus rotundiceps (Macleay, 1881)
  - Omobranchus smithi  (Rao, 1974)
  - Omobranchus steinitzi  (Springer & Gomon, 1975)
  - Omobranchus verticalis  (Springer & Gomon, 1975)
  - Omobranchus woodi  (Gilchrist & Thompson, 1908)
  - Omobranchus zebra  (Bleeker, 1868)
- Omox
  - Omox biporos  (Springer, 1972)
  - Omox lupus  (Springer, 1981)
- Ophioblennius
  - Ophioblennius atlanticus  (1836)
  -  Ophioblennius macclurei (Silvester, 1915)
  - Ophioblennius steindachneri  (Jordan & Evermann, 1898)
  - Ophioblennius trinitatis  (Miranda Ribeiro, 1919)
- Parablennius
- Parahypsos
  - Parahypsos piersoni  (Gilbert & Starks, 1904)
- Paralipophrys
  - Paralipophrys trigloides  (Valenciennes, 1836)
- Paralticus
  - Paralticus amboinensis  (Bleeker, 1857)
- Parenchelyurus
  - Parenchelyurus hepburni  (Snyder, 1908)
  - Parenchelyurus hyena  (Whitley, 1953)
- Pereulixia
  - Pereulixia kosiensis  (Regan, 1908)
- Petroscirtes
  - Petroscirtes ancylodon  (Rüppell, 1835)
  - Petroscirtes breviceps  (Valenciennes, 1836)
  - Petroscirtes fallax  (Smith-Vaniz, 1976)
  - Petroscirtes lupus  (De Vis, 1885)
  - Petroscirtes marginatus  (Smith-Vaniz, 1976)
  - Petroscirtes mitratus  (Rüppell, 1830)
  - Petroscirtes pylei  (Smith-Vaniz, 2005)
  - Petroscirtes springeri  (Smith-Vaniz, 1976)
  - Petroscirtes thepassii  (Bleeker, 1853)
  - Petroscirtes variabilis  (Cantor, 1849)
  - Petroscirtes xestus  (Jordan & Seale, 1906)
- Phenablennius
  - Phenablennius heyligeri  (Bleeker, 1858-1859)
- Plagiotremus
  - Plagiotremus azaleus  (Jordan & Bollman, 1890)
  - Plagiotremus ewaensis  (Brock, 1948)
  - Plagiotremus goslinei  (Strasburg, 1956)
  - Plagiotremus iosodon  (Smith-Vaniz, 1976)
  - Plagiotremus laudandus  (Whitley, 1961)
  - Plagiotremus phenax  (Smith-Vaniz, 1976)
  - Plagiotremus rhinorhynchos  (Bleeker, 1852)
  - Plagiotremus spilistius  (Gill, 1865)
  - Plagiotremus tapeinosoma  (Bleeker, 1857)
  - Plagiotremus townsendi  (Regan, 1905)
- Praealticus (Schultz & Chapman, 1960)[11]
  - Praealticus bilineatus  (Peters, 1868)
  - Praealticus caesius  (Seale, 1906)
  - Praealticus dayi  (Whitley, 1929)
  - Praealticus labrovittatus (Bath, 1992)
  - Praealticus margaritatus (Kendall & Radclliffe, 1912)
  - Praealticus multistriatus (Bath, 1992)
  - Praealticus natalis  (Regan, 1909)
  - Praealticus oortii  (Bleeker, 1851)
  - Praealticus poptae  (Fowler, 1925)
  - Praealticus semicrenatus  (Chapman, 1951)
  - Praealticus striatus  (Bath, 1992)[12]
  - Praealticus tanegasimae (Jordan & Starks, 1906)
  - Praealticus triangulus (Chapman, 1951)
- Rhabdoblennius
  - Rhabdoblennius ellipes  (Jordan & Starks, 1906)
  - Rhabdoblennius nigropunctatus  (Bath, 2004)
  -  Rhabdoblennius papuensis (Bath, 2004)
  - Rhabdoblennius rhabdotrachelus  (Fowler & Ball, 1924)
  - Rhabdoblennius snowi  (Fowler, 1928)
- Salaria
  - Salaria basilisca (Valenciennes, 1836)[13]
  - Salaria economidisi (Kottelat, 2004)[14]
  - Salaria fluviatilis (Asso, 1801)[15]
  - Salaria pavo (Risso, 1810)[16]
- Salarias (Forsskål, 1775)[17]
  - Salarias alboguttatus  (Kner, 1867)
  - Salarias ceramensis  (Bleeker, 1852)
  - Salarias fasciatus  (Bloch, 1786)
  - Salarias guttatus  (Valenciennes, 1836)
  - Salarias luctuosus  (Whitley, 1929)
  - Salarias nigrocinctus  (Bath, 1996)
  - Salarias obscurus  (Bath, 1992)
  - Salarias patzneri  (Bath, 1992)
  - Salarias ramosus  (Bath, 1992)
  - Salarias segmentatus  (Bath & Randall, 1991)
  - Salarias sexfilum  (Günther, 1861)
  - Salarias sibogai  (Bath, 1992)
  - Salarias sinuosus  (Snyder, 1908)
- Scartella
  - Scartella caboverdiana  (Bath, 1990)
  - Scartella cristata  (Linnaeus, 1758)
  - Scartella emarginata  (Günther, 1861)
  - Scartella itajobi  (Rangel & Mendes, 2009)
  - Scartella nuchifilis  (Valenciennes, 1836)
  - Scartella poiti  (Rangel, Gasparini & Guimarães, 2004)
  - Scartella springeri  (Bauchot, 1967)
  - Scartella tongana  (Jordan & Seale, 1906)
- Scartichthys
  - Scartichthys crapulatus (Williams, 1990)
  - Scartichthys fernandezensis (Clark, 1938)
  - Scartichthys gigas (Steindachner, 1876)
  - Scartichthys rubropunctatus  (Valenciennes, 1836)
  - Scartichthys variolatus (Valenciennes, 1836)
  - Scartichthys viridis (Valenciennes, 1836)
  - Scartichthys xiphiodon (Clark, 1938)
- Spaniblennius
  - Spaniblennius clandestinus (Bath & Wirtz, 1989)
  - Spaniblennius riodourensis  (Metzelaar, 1919)
- Stanulus
  - Stanulus seychellensis  (Smith, 1959)
  - Stanulus talboti  (Springer, 1968)
- Xiphasia
  - Xiphasia matsubarai  (Okada & Suzuki, 1952)
  - Xiphasia setifer  (Swainson, 1839)[18][19][20][21]